# Shoah en Russie

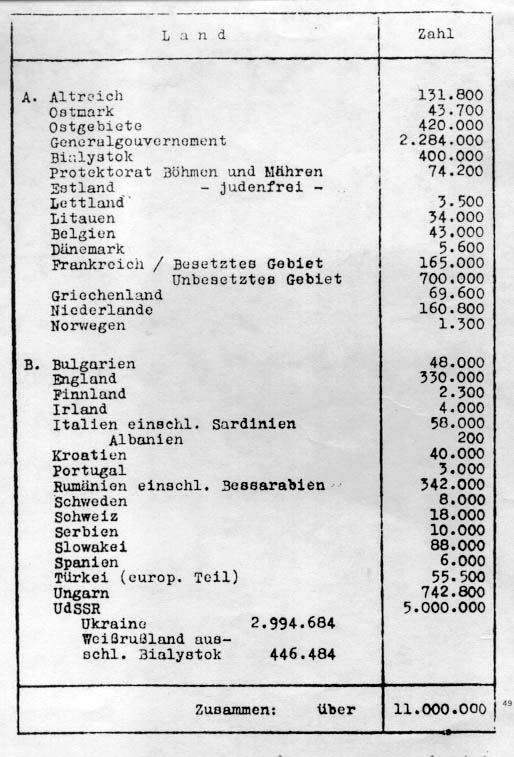
Liste des objectifs de la conférence de Wannsee

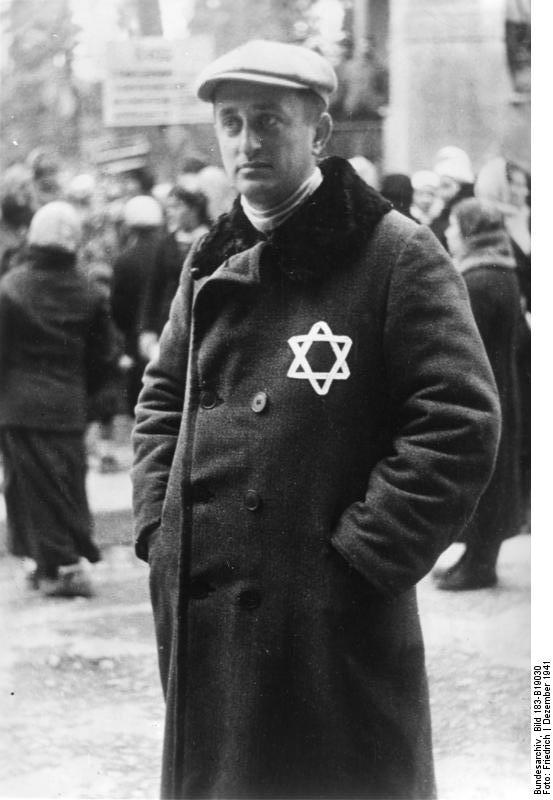
Juif portant une étoile de David en Russie occupée par les Allemands.

La Shoah en Russie recouvre les persécutions, les déportations et l'extermination subies par les Juifs de Russie entre 1941 et 1944, pendant l'occupation de la République socialiste fédérative soviétique de Russie par l'Allemagne nazie.

## À la veille de la Shoah
L'Union soviétique accorda officiellement « l'égalité de tous les citoyens sans distinction de statut, de sexe, de race, de religion et de nationalité ». Les années qui ont précédé l'Holocauste furent une ère de changement rapide pour les Juifs soviétiques, laissant derrière eux l'effroyable pauvreté de la Zone de résidence. 40 % de la population de l'ex-zone a émigré pour les grandes villes de l'Union soviétique. L'accent mis sur l'éducation et le mouvement des shtetls de campagne vers les villes nouvellement industrialisées a permis à de nombreux Juifs soviétiques de profiter des progrès globaux sous Joseph Staline et de devenir l'un des groupes de population les plus éduqués au monde. En raison de l'accent mis par les staliniens sur sa population urbaine, la migration de l'entre-deux-guerres a sauvé par inadvertance d'innombrables Juifs soviétiques.

## Seconde Guerre mondiale

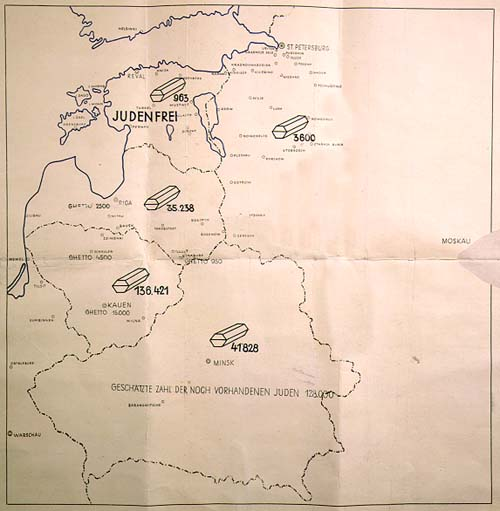
Carte intitulée « Exécutions effectuées par l'Einsatzgruppe A ». Le nombre de Juifs assassinés en RSFS de Russie est de 3 600. La carte indique en bas : « le nombre estimé de Juifs encore présents est de 128 000 ».

Le 22 juin 1941, Adolf Hitler rompt brutalement le pacte de non−agression et envahit l'Union soviétique. Les territoires soviétiques occupés au début de 1942, y compris toute la Biélorussie, l'Estonie, la Lettonie, la Lituanie, la Moldavie, l'Ukraine et la plupart des territoires russes à l'Ouest de la ligne Leningrad-Moscou-Rostov, abritaient environ quatre millions de Juifs, dont des centaines de milliers qui avaient fui la Pologne en 1939. Malgré le chaos de la retraite soviétique, des efforts furent mis en œuvre pour évacuer les Juifs, soit employés dans les industries militaires, soit membres de la famille des militaires. Sur 4 millions, environ un million réussit à s'échapper vers l'Est. La « Shoah par balles » était la tâche des escadrons de la mort SS appelés Einsatzgruppen, sous le commandement général de Reinhard Heydrich. Ceux-ci avaient été utilisés à une échelle limitée en Pologne en 1939, mais s'étaient maintenant organisés à une échelle beaucoup plus grande. La plupart de leurs victimes étaient des civils juifs sans défense (pas un seul membre de l'Einsatzgruppe ne sera tué au combat pendant ces opérations). Ils  utilisèrent leurs compétences pour devenir des tueurs efficaces, selon Michael Berenbaum. Cependant à la fin de 1941, les Einsatzgruppen n'avaient tué que 15 % des Juifs dans les territoires soviétiques occupés, et il était évident que ces méthodes ne pouvaient pas être utilisées pour tous les assassiner. Même avant l'invasion de l'Union soviétique, des expériences à l'arrière de camionnettes en utilisant le gaz d'échappement de la camionnette avaient été menées, et lorsque cela s'avéra trop lent, des gaz plus mortels furent employés. Des unités de la Wehrmacht participèrent également à de nombreux aspects de la Shoah en Russie.
41 ghettos ont été créés sur le territoire de la RSFS de Russie. Selon diverses estimations, pendant l'occupation allemande, à l'exclusion de la Crimée, 55 à 140 000 Juifs ont été assassinés par les nazis.
Le génocide mené par les Einsatzgruppen allemands et la Wehrmacht avec des collaborateurs locaux a entraîné l'anéantissement quasi complet de la population juive sur l'ensemble du territoire temporairement occupé par l'Allemagne et ses alliés. Pendant la Seconde Guerre mondiale, Léon Poliakov créa le Centre de documentation juive contemporaine (1943) et après la guerre, il assista Edgar Faure au procès de Nuremberg.

## Massacres notables
- Ravin de Petrushino, près de Taganrog, octobre 1941.

## Après la Seconde Guerre mondiale

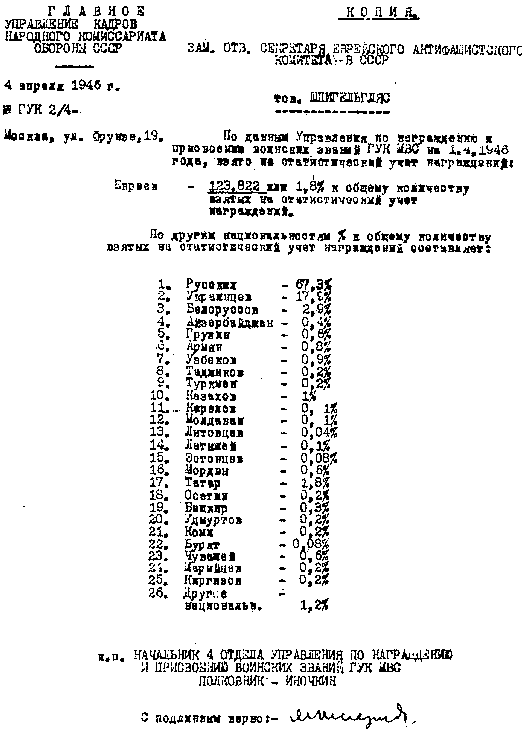
La réponse officielle à l'enquête de 1946 du Comité juif antifasciste sur les décorations militaires des Juifs pendant la guerre (1,8% du nombre total). Certains antisémites accusaient les Juifs de manquer de patriotisme et de se cacher du service militaire.

Après la guerre, l'Union soviétique a supprimé ou minimisé l'impact des crimes nazis sur ses citoyens juifs. Une campagne antisémite contre les « cosmopolites sans racines » (c'est-à-dire « Sionistes ») fut réalisée. Le 12 août 1952, lors de l'événement connu sous le nom de Nuit des poètes assassinés, treize écrivains, poètes, acteurs et autres intellectuels yiddish les plus éminents furent exécutés sur ordre de Joseph Staline, parmi lesquels Peretz Markish, Leib Kvitko, David Hofstein (en), Itzik Fefer et David Bergelson.